# George Innes
George Peter Innes (* 8. März 1938 in Stepney, London, England) ist ein britischer Theater- und Filmschauspieler.

## Leben
Innes wurde am 8. März 1938 im Londoner Stadtteil Stepney geboren. Seine Ausbildung zum Schauspieler erhielt er im Toynbee Hall und durch Abendkurse an der London Academy of Music and Dramatic Art (LAMDA). Erste Erfahrungen als Theaterdarsteller sammelte er am Royal National Theatre unter Laurence Olivier. Weitere Stationen als Bühnendarsteller waren das Edinburgh Festival unter der Regie von Frank Dunlop, unter diesem er bereits Schauspielunterricht am Toynbee Hall und der LAMDA erhielt. Den Abschluss seiner Ausbildung erhielt er am Bristol Old Vic unter John Neville und Dunlop. Er war von 1971 bis 2003 verheiratet. Aus dieser Ehe stammen zwei Töchter.
Sein Fernseh- und Filmschauspieldebüt bestritt Innes 1963 in einer Episode der Fernsehserie BBC Sunday-Night Play und als Nebendarsteller in den Filmen Geliebter Spinner und Chips with Everything. In den folgenden Jahren konnte er sich als feste Schauspielgröße im Vereinigten Königreich etablieren. 1971 war er in dem Film Das vergessene Tal in der Rolle des Vornez zu sehen. Im Folgejahr verkörperte er einen Mönch im Spielfilm Papst Johanna. Von 1971 bis 1973 stellte er in der Fernsehserie Das Haus am Eaton Place die Rolle des Alfred Harris dar. 1981 war er zudem in Der Zauberbogen zu sehen. Jüngere Filmproduktionen waren 2007 Der Sternwanderer und Elizabeth – Das goldene Königreich. Zuletzt war er 2010 im Kurzfilm Highway Patrolman in einer Filmrolle zu sehen.

## Filmografie (Auswahl)
- 1963: BBC Sunday-Night Play (Fernsehserie, Episode 4x40)
- 1963: Geliebter Spinner (Billy Liar)
- 1963: Chips with Everything (Fernsehfilm)
- 1968: Ein erfolgreicher Blindgänger (Charlie Bubbles)
- 1968: Bevor der Winter kommt (Before Winter Comes)
- 1969: Charlie staubt Millionen ab (The Italian Job)
- 1970: Dracula – Nächte des Entsetzens (Scars of Dracula)
- 1970: Vile Bodies (Fernsehfilm)
- 1971: Das vergessene Tal (The Last Valley)
- 1971: Auf leisen Sohlen (Gumshoe)
- 1971–1973: Das Haus am Eaton Place (Upstairs, Downstairs, Fernsehserie, 6 Episoden)
- 1972: Papst Johanna (Pope Joan)
- 1973: Die Jagd nach den gestohlenen Diamanten (Diamonds on Wheels, Fernsehfilm)
- 1974: Where’s Johnny?
- 1976: Die Molly-Wopsy-Bande (The Molly Wopsies, Fernsehserie, 6 Episoden)
- 1976: Spice Island, Farewell! (Fernsehfilm)
- 1976: 4 Idle Hands (Fernsehserie, 5 Episoden)
- 1977: Die Brücke von Arnheim (A Bridge Too Far)
- 1977: Owner Occupied (Fernsehfilm)
- 1978: Die Schrecken der Medusa (The Medusa Touch)
- 1978: Sweeney 2
- 1979: Danger UXB (Fernsehserie, 13 Episoden)
- 1979: Quadrophenia
- 1980: Shogun (Fernsehfilm)
- 1980: Shogun (Fernsehserie, 5 Episoden)
- 1980: Eine Geschichte zweier Städte (A Tale of Two Cities, Fernsehfilm)
- 1981: Der Zauberbogen (The Archer: Fugitive from the Empire, Fernsehfilm)
- 1981: Antony & Cleopatra (Fernsehfilm)
- 1982: Ivanhoe (Fernsehfilm)
- 1982: Hart aber herzlich (Fernsehserie, Folge 4.08: Der König und der Löwe)
- 1982: Q.E.D. (Fernsehserie, 6 Episoden)
- 1983: Agatha Christie: Das Mörderfoto (A Caribbean Mystery, Fernsehfilm)
- 1984: Tödlicher Irrtum (Ordeal by Innocence)
- 1985: Star Cracks – Die irre Bruchlandung der Außerirdischen (Morons from Outer Space)
- 1986: If Looks Could Kill: The Power of Behaviour (Kurzfilm)
- 1988: The Most Dangerous Man in the World
- 1992: A Dangerous Man: Lawrence After Arabia (Fernsehfilm)
- 1992: My Friend Walter (Fernsehfilm)
- 2000: Shiner – Jenseits von Gut und Böse (Shiner)
- 2001: The Life and Adventures of Nicholas Nickleby (Fernsehfilm)
- 2001: Letzte Runde (Last Orders)
- 2002: The Great Dome Robbery
- 2003: Master & Commander – Bis ans Ende der Welt (Master and Commander: The Far Side of the World)
- 2004: Unstoppable
- 2005: Things to Do Before You’re 30
- 2006: Pickles: The Dog Who Won the World Cup (Fernsehfilm)
- 2007: Der Sternwanderer (Stardust)
- 2007: Elizabeth – Das goldene Königreich (Elizabeth: The Golden Age)
- 2010: Highway Patrolman (Kurzfilm)